# Чемпіонат Алжиру з футболу
Перша Професійна ліга Алжиру (араб. الرابطة الجزائرية المحترفة الأولى لكرة القدم, англ. Algerian Ligue Professionnelle 1) — вищий футбольний дивізіон Алжиру, заснований у 1962 році.

## Історія
Алжирський чемпіонат був створений в 1962 році, коли Алжир здобув незалежність.

## Переможці
| - 1962/63 : УСМ Алжир - 1963/64 : УСМ Аннаба - 1964/65 : Белуїздад (Алжир) - 1965/66 : Белуїздад (Алжир) - 1966/67 : НА Хуссейн Дей (Алжир) - 1967/68 : ЕС Сетіф - 1968/69 : Белуїздад (Алжир) - 1969/70 : Белуїздад (Алжир) - 1970/71 : МК Оран - 1971/72 : МК Алжир - 1972/73 : Кабілія (Тізі-Узу) - 1973/74 : Кабілія (Тізі-Узу) - 1974/75 : МК Алжир - 1975/76 : МК Алжир - 1976/77 : Кабілія (Тізі-Узу) - 1977/78 : МК Алжир - 1978/79 : МК Алжир - 1979/80 : Кабілія (Тізі-Узу) | - 1980/81 : РК Куба (Алжир) - 1981/82 : Кабілія (Тізі-Узу) - 1982/83 : Кабілія (Тізі-Узу) - 1983/84 : ГС Маскара - 1984/85 : Кабілія (Тізі-Узу) - 1985/86 : Кабілія (Тізі-Узу) - 1986/87 : ЕС Сетіф - 1987/88 : МК Оран - 1988/89 : Кабілія (Тізі-Узу) - 1989/90 : Кабілія (Тізі-Узу) - 1990/91 : МО Константіна - 1991/92 : МК Оран - 1992/93 : МК Оран - 1993/94 : УС Шауїа (Ум Ель-Буаги) - 1994/95 : Кабілія (Тізі-Узу) - 1995/96 : УСМ Алжир - 1996/97 : КС Константіна - 1997/98 : УСМ Ель-Хараш (Алжир) - 1998/99 : МК Алжир - 1999/00 : Белуїздад (Алжир) | - 2000/01 : Белуїздад (Алжир) - 2001/02 : УСМ Алжир - 2002/03 : УСМ Алжир - 2003/04 : Кабілія (Тізі-Узу) - 2004/05 : УСМ Алжир - 2005/06 : Кабілія (Тізі-Узу) - 2006/07 : ЕС Сетіф - 2007/08 : Кабілія (Тізі-Узу) - 2008/09 : ЕС Сетіф - 2009/10 : МК Алжир - 2010/11 : АСО Шлеф - 2011/12 : ЕС Сетіф - 2012/13 : ЕС Сетіф - 2013/14 : УСМ Алжир - 2014/15 : ЕС Сетіф - 2015/16 : УСМ Алжир |

## Виграні титули по клубах
| Номер | Клуб           | Кількість титулів | Виграні сезони                                                                     |
| 1     | Кабілія        | 14                | 1973, 1974, 1977, 1980, 1982, 1983, 1985, 1986, 1989, 1990, 1995, 2004, 2006, 2008 |
| 2     | УСМ Алжир      | 7                 | 1963, 1996, 2002, 2003, 2005, 2014, 2016                                           |
| 2     | ЕС Сетіф       | 7                 | 1968, 1987, 2007, 2009, 2012, 2013, 2015                                           |
| 2     | МК Алжир       | 7                 | 1972, 1975, 1976, 1978, 1979, 1999, 2010                                           |
| 5     | Белуїздад      | 6                 | 1965, 1966, 1970, 1971, 2000, 2001                                                 |
| 6     | МК Оран        | 4                 | 1971, 1988, 1992, 1993                                                             |
| 7     | АСО Шлеф       | 1                 | 2011                                                                               |
| 7     | УСМ Аннаба     | 1                 | 1964                                                                               |
| 7     | НА Хусейн Дей  | 1                 | 1967                                                                               |
| 7     | КС Константіна | 1                 | 1997                                                                               |
| 7     | МО Константіна | 1                 | 1991                                                                               |
| 7     | РК Куба        | 1                 | 1981                                                                               |
| 7     | ГС Маскара     | 1                 | 1984                                                                               |
| 7     | УС Шауїа       | 1                 | 1994                                                                               |
| 7     | УСМ Ель-Хараш  | 1                 | 1998                                                                               |